# Henrik Oldeland
Henrik Oldeland, född 16 september 1615 på Skinnerup, Danmark, död 2 februari 1656 på Ryedals gård, Gammalstorps socken, Blekinge (i Danmark), var en dansk tecknare, grafiker, målare och militär.
Han var son till Hans Oldeland till Trellerup och Sophie Melchiorsdatter, samt från 1653 gift med Sophie Frederiksdatter Markdanner. Oldeland studerade vid universitetet i Leiden och fick sin konstnärliga utbildning i samma kretsar som Rembrant. Han var från 1637 verksam i Italien men återvände hem till Danmark 1641 för att bevaka sitt fadersarv. Året därpå reste han till Holland där han bedrev konstnärlig verksamhet, därefter följde en rad av år med ett kringresande liv som soldat. Han var bland annat överste i kejserlig tjänst. Efter sin vigsel 1653 vistades han i Danmark eller på Ryedals gård som han köpte 1655. Det är inte känt om han utövade någon konstnärlig verksamhet i Sverige och mycket litet av hans konst finns bevarad. På Albertina i Wien finns ett tecknat självporträtt och spritt runt om i Europa en del grafiska blad.